# Marcel Faure
Marcel Joseph Hector Faure (ur. 5 marca 1905 w Carcassonne, zm. 10 października 1984 w Paryżu) – francuski szermierz, srebrny medalista mistrzostw świata.
Podczas mistrzostw świata w Pieszczanach w 1938 roku Francuzi w składzie: Marcel Faure, Édward Gardère, Louis Taillandier i Jean-François Tournon zdobyli srebrny medal w szabli drużynowej. Był to jego jedyny medal w zawodach tego cyklu.
Brał udział w igrzyskach olimpijskich w Berlinie w 1936 roku, zajmując piąte miejsce w szabli drużynowej, a w turnieju indywidualnym docierając do półfinałów. Były to jego jedyne starty olimpijskie.